# AR Andromedae
Désignations
AR Andromedae (en abrégé AR And) est une nova naine de type SS Cygni de la constellation d'Andromède. Sa magnitude apparente varie de 11,0 à 17,6.

## Système
Les systèmes de novae naines sont constitués d'une étoile classique et d'une naine blanche. En mesurant l'effet Doppler des raies spectrales, il a été constaté que AR Andromedae avait une période orbitale de 3,91 heures. Le disque d'accrétion autour de la naine blanche semble être axisymétrique et dépourvu de structure.

## Variabilité
AR Andromedae a été répertoriée pour la première fois comme une étoile variable par Frank Elmore Ross en 1929, sur la base d'observations faites en 1907 (lorsque l'étoile était trop faible pour être détectée) et 1927 (lorsque l'étoile avait atteint la magnitude 12). Elle a d'abord été classée comme une étoile variable de type Mira. En 1934, elle a reçu la désignation d'étoile variable AR Andromedae.
La lumière émise par les novae naines comme AR Andromedae provient entièrement du disque d'accrétion et de la naine blanche ; l'augmentation de la luminosité lors des explosions est généralement induite par une variation du taux d'accrétion de la naine blanche. Les explosions sont exceptionnellement fréquentes, avec par exemple 19 explosions détectées en 2016.

## Spectre
Le type spectral d'AR Andromedae est classé comme particulier du type U Geminorum, car le spectre n'est pas un corps noir stellaire typique. Il montre également de fortes raies spectrales des deux premières raies de la série de Balmer ainsi que des raies HeI. De plus, une raie FeII inhabituellement forte avec d'autres raies faibles possibles de la même origine ont également été rapportées.